# Eugenia Godja
Eugenia Godja (n. 7 august 1948, Rupea, Brașov) este o politiciană română, membră a Partidul Social Democrat. A deținut funcția de primar al municipiului Sighetu Marmației în perioada 2000 - 2012. Alegerile din 2004 le-a câștigat detașat din primul tur, cu cel mai mare procent pe țară. De meserie este profesoară de istorie; a predat și a condus, în calitate de director, Colegiul Regele Ferdinand și Colegiul Național Dragoș Vodă din Sighetul Marmației.
- 1962 - 1966 a studiat la liceului St.O.Iosif, din Rupea;
- 1966 - 1972 a studiat la Facultatea de Istorie de la Universitatea Babeș-Bolyai din Cluj. [1]